# 2023年鲁蓬远渔028沉没事故
2023年5月16日，一艘名为“鲁蓬远渔028”的中国渔船在印度洋沉没，造成39人死亡。该渔船当时正在斯里兰卡以南约 1000 公里的印度洋中部海域作业。船上载有 17 名中国船员、17 名印度尼西亚船员和 5 名菲律宾船员。无幸存者报告。
这艘船在5月16日北京时间凌晨 3:00 左右（格林尼治标准时间 5 月 15 日晚上 7:00），在 7 米高的海浪中倾覆，当时飓风法比安正在该地区上空掠过。目前尚无幸存者报告。
| 国籍           | 获救 | 死亡 |
| -------------- | ---- | ---- |
| 中华人民共和国 | 0    | 17   |
| 印度尼西亞     | 0    | 17   |
| 菲律賓         | 0    | 5    |
| 总计           | 0    | 39   |